# Kitana (singolo)
Kitana è un singolo della rapper statunitense Princess Nokia, pubblicato il 25 agosto 2017 come quarto estratto dall'EP 1992.

## Descrizione
Il titolo del singolo è un tributo a Kitana, personaggio del videogioco Mortal Kombat II. Anche nel testo sono presenti diversi riferimenti al videogioco, come ad esempio il ritornello «Mortal Kombat, I’ll see you mañana!». La base è aggressiva, e inizia con dei suoni di trombette prima dell'avvento del basso e della batteria.

## Video musicale
Il video musicale del brano è stato pubblicato il 17 novembre 2016, prima dell'estrazione come singolo. Diretto da Nokia, mostra la cantante coinvolta in un incontro di pugilato in una campo da pallacanestro. La presenza del pugilato e del sangue nel video è un riferimento ai combattimenti presenti in Mortal Kombat II.

## Tracce
Testi di Destiny Frasqueri, Lex Luger e A-Trak, musiche di Low Pros.
1. Kitana – 3:16